# M88 (galaxie)
Pour les articles homonymes, voir M88.
M88 (NGC 4501) est une galaxie spirale située dans la constellation de la Chevelure de Bérénice, à une distance de 17,984 ± 4,579 Mpc (∼58,7 millions d'al). M88 a été découverte par l'astronome français Charles Messier en 1781. Elle a aussi été observée par John Herschel le 1er avril 1826.
C'est une galaxie active qui, selon les auteurs, fait partie du groupe de M60 ou de M88, ces deux groupes étant dans l'amas de la Vierge. La classe de luminosité de M88 est II et elle présente une large raie HI.

## Caractéristiques
La classe de luminosité de M88 est II et elle présente une large raie HI. Elle renferme également des régions d'hydrogène ionisé. M88 faisait partie des galaxies étudiées lors du relevé de l'hydrogène neutre de l'amas de la Vierge par le Very Large Array. Les résultats de cette étude sont sur cette page du site du VLA.

### Distance
Sa vitesse par rapport au fond diffus cosmologique est de 2 608 ± 23 km/s, ce qui correspond à une distance de Hubble de 38,47 ± 2,71 Mpc (∼125 millions d'al).
À ce jour, 44 mesures non basées sur le décalage vers le rouge (redshift) donnent une distance de 17,984 ± 4,579 Mpc (∼58,7 millions d'al), ce qui est loin à l'extérieur des valeurs de la distance de Hubble
Cette galaxie, comme plusieurs de l'amas de la Vierge, est relativement rapprochée du Groupe local et on obtient souvent une distance de Hubble très différente en raison de leur mouvement propre dans le groupe où dans l'amas où elles sont situées. La distance de 17.984 Mpc est sans aucun doute plus près de la réalité. Selon ces deux mesures, M88 se dirige vers le centre de l'amas en direction opposée à la Voie lactée. Notons que c'est avec la valeur moyenne des mesures indépendantes, lorsqu'elles existent, que la base de données NASA/IPAC calcule le diamètre d'une galaxie.

#### Mouvement de M88 dans l'amas de la Vierge
M88 se déplace en effet sur une orbite très elliptique qui la transporte vers le centre de l'amas occupé par la galaxie elliptique géante M87. La galaxie M88 est présentement entre 300 et 480 kpc du centre de l'amas et elle sera à sa plus courte distance de celui-ci dans environ 200 à 300 millions d'années. Le mouvement de M88 dans le milieu intergalactique crée une pression dynamique sur celle-ci qui enlève l'hydrogène neutre de sa périphérie. On a détecté cet enlèvement le long du côté ouest de M88. Cette galaxie présente aussi un disque tronqué, et en raison de son mouvement dans le milieu intergalactique dans l'amas de la Vierge, elle subit une pression dynamique qui la dépouille de ses gaz, mais elle présente un taux de formation d'étoiles normal.

### Morphologie
M88 a été utilisée par Gérard de Vaucouleurs comme une galaxie de type morphologique SA(rs)b dans son atlas des galaxies,.

### Galaxie de Seyfert
M88 est une galaxie active de type Seyfert 2.

### Luminosité dans l'infrarouge
La luminosité de la galaxie M88 (NGC 4501 dans l'article) dans l'infrarouge lointain (de 40 à 400 µm)  est égale à 1,74 × 1010 {\displaystyle L_{\odot }} (1010,24{\displaystyle L_{\odot }}) et sa luminosité totale dans l'infrarouge (de 8 à 1 000 µm) est de 2,14 × 1010 {\displaystyle L_{\odot }} (1010,33{\displaystyle L_{\odot }}).

## Trou noir supermassif
Une étude  réalisée en 2007  auprès de 90 galaxies de type Seyfert 2 utilisant la dispersion des vitesses a permis d'estimer la masse des trous noirs supermassifs centraux de celles-ci. Pour M88 (NGC 4501), la masse du trou noir est égale à 72 × 106 {\displaystyle M_{\odot }} (107,86).
Selon une autre étude publiée en 2009 et basée sur la vitesse interne de la galaxie mesurée par le télescope spatial Hubble, la masse du trou noir supermassif au centre de M88 serait comprise entre 15 millions et 80 millions de {\displaystyle M_{\odot }}.
Selon les auteurs d'un article publié en 2012, la connaissance de la masse d'un trou noir central et du taux d'accrétion par celui-ci permet d'estimer le taux de formation d'étoiles dans la région centrale des galaxies de type Seyfert. Ce taux pour M88 serait à l'intérieur et à l'extérieur d'un rayon de 1 kpc respectivement de 0,068 {\displaystyle M_{\odot }}/an  et de 1,7 {\displaystyle M_{\odot }}/an
.

## Supernova
La supernova SN 1999cl a été découverte le 29 mai dans Messier 88 par M. Papenkova, A. V. Filippenko, et R. R. Treffers de l'université de Californie à Berkeley dans le cadre du programme LOSS (Lick Observatory Supernova Search) de l'observatoire Lick. Cette supernova était de type Ia.

## Groupe de M88, de M60 et l'amas de la Vierge
M88 est la galaxie la plus grosse et la plus brillante d'un groupe de galaxies qui porte son nom. Le groupe de M88 décrit par A.M. Garcia dans un article publié en 1993 au moins 44 membres, dont 17 apparaissent au New General Catalogue et 18 à l'Index Catalogue.
D'autre part, la plupart des galaxies du New General Catalogue, dont M88, et seulement trois de l'Index Catalogue du groupe de M88 apparaissent dans une liste de 227 galaxies d'un article publié par Abraham Mahtessian en 1998. Cette liste comporte plus de 200 galaxies du New General Catalogue et une quinzaine de galaxies de l'Index Catalogue. On retrouve dans cette liste 11 galaxies du Catalogue de Messier, soit M49, M58, M60, M61, M84, M85, M87, M88, M91, M99 et M100.
Toutes les galaxies de la liste de Mahtessian ne constituent pas réellement un groupe de galaxies. Ce sont plutôt plusieurs groupes de galaxies qui font tous partie d'un amas galactique, l'amas de la Vierge. Pour éviter la confusion avec l'amas de la Vierge, on peut donner le nom de groupe de M60 à cet ensemble de galaxies, car c'est l'une des plus brillantes de la liste. L'amas de la Vierge est en effet beaucoup plus vaste et compterait environ 1 300 galaxies, et possiblement plus de 2 000, situées au cœur du superamas de la Vierge, dont fait partie le Groupe local,.
De nombreuses galaxies de la liste de Mahtessian se retrouvent dans onze groupes décrits dans l'article d'A.M. Garcia, soit le groupe de NGC 4123 (7 galaxies), le groupe de NGC 4261 (13 galaxies), le groupe de NGC 4235 (29 galaxies), le groupe de M88 (13 galaxies, M88 = NGC 4501), le groupe de NGC 4461 (9 galaxies), le groupe de M61 (32 galaxies, M61 = NGC 4303), le groupe de NGC 4442 (13 galaxies), le groupe de M87 (96 galaxies, M87 = NGC 4486), le groupe de M49 (127 galaxies, M49 = NGC 4472), le groupe de NGC 4535 (14 galaxies) et le groupe de NGC 4753 (15 galaxies). Ces onze groupes font partie de l'amas de la Vierge et ils renferment 396 galaxies. Certaines galaxies de la liste de Mahtessian ne figurent cependant dans aucun des groupes de Garcia et vice versa.

## Galerie

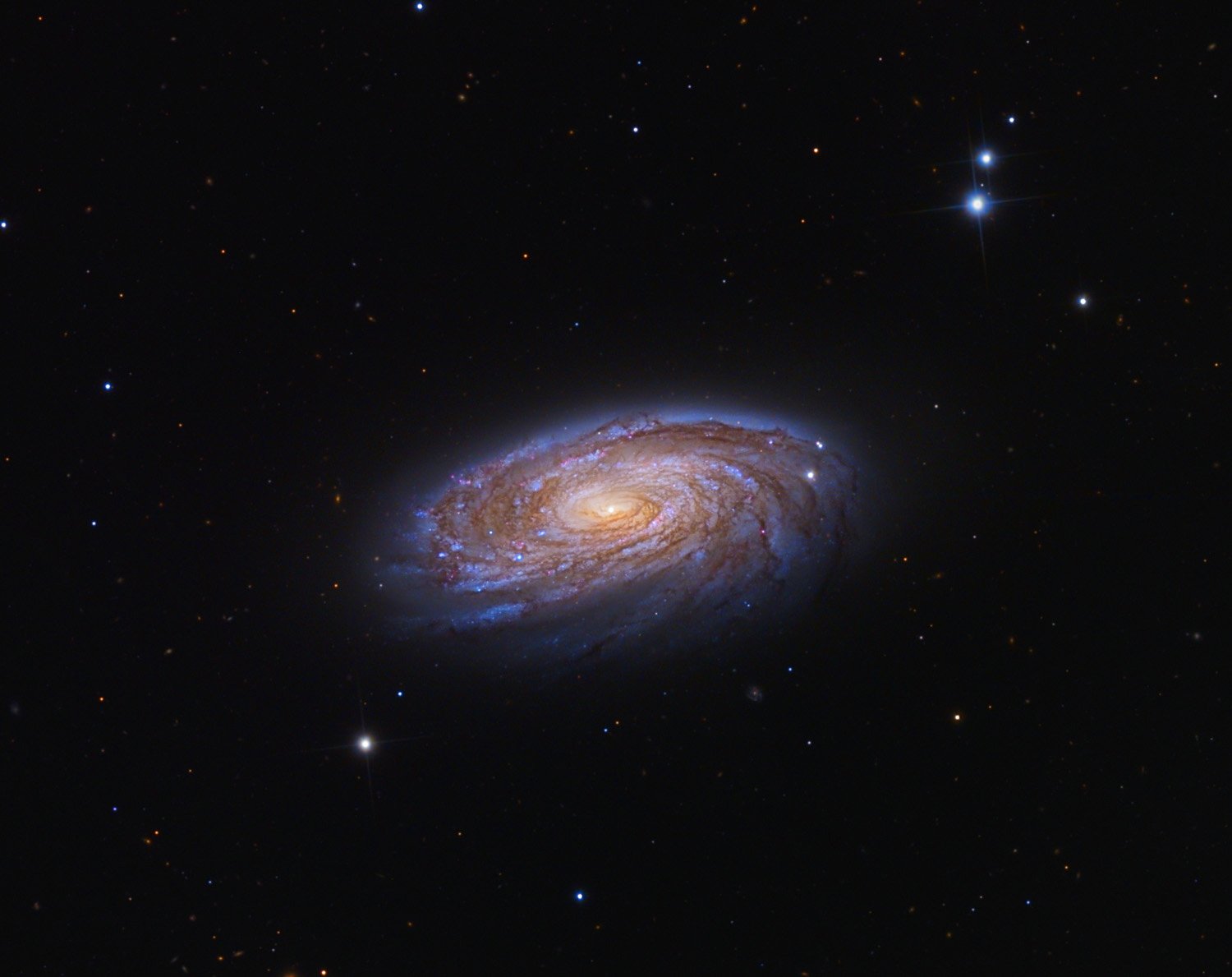
M88 par Adam Block (Observatoire du mont Lemmon/Université de l'Arizona).
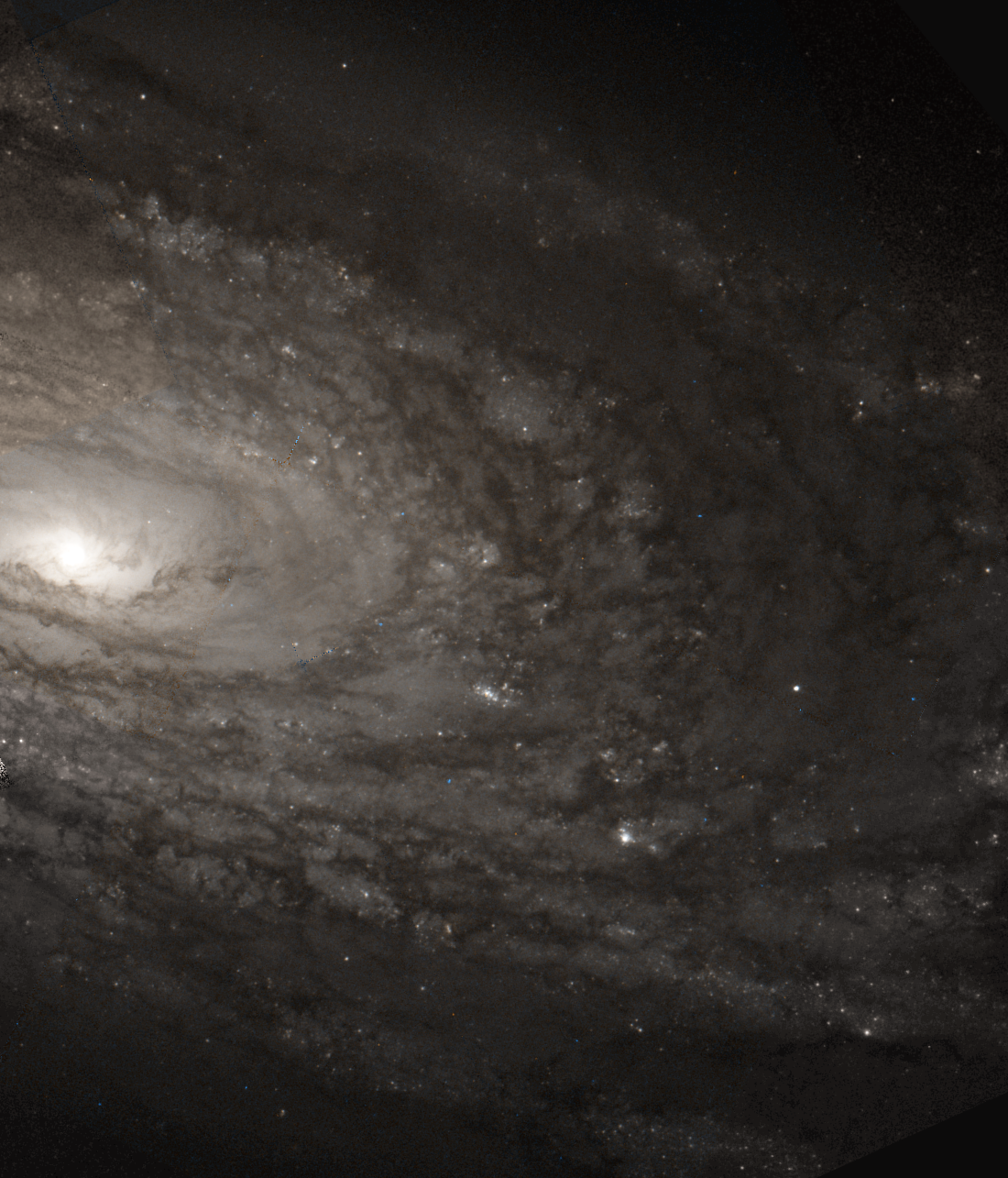
Gros plan de M88 par télescope spatial Hubble.
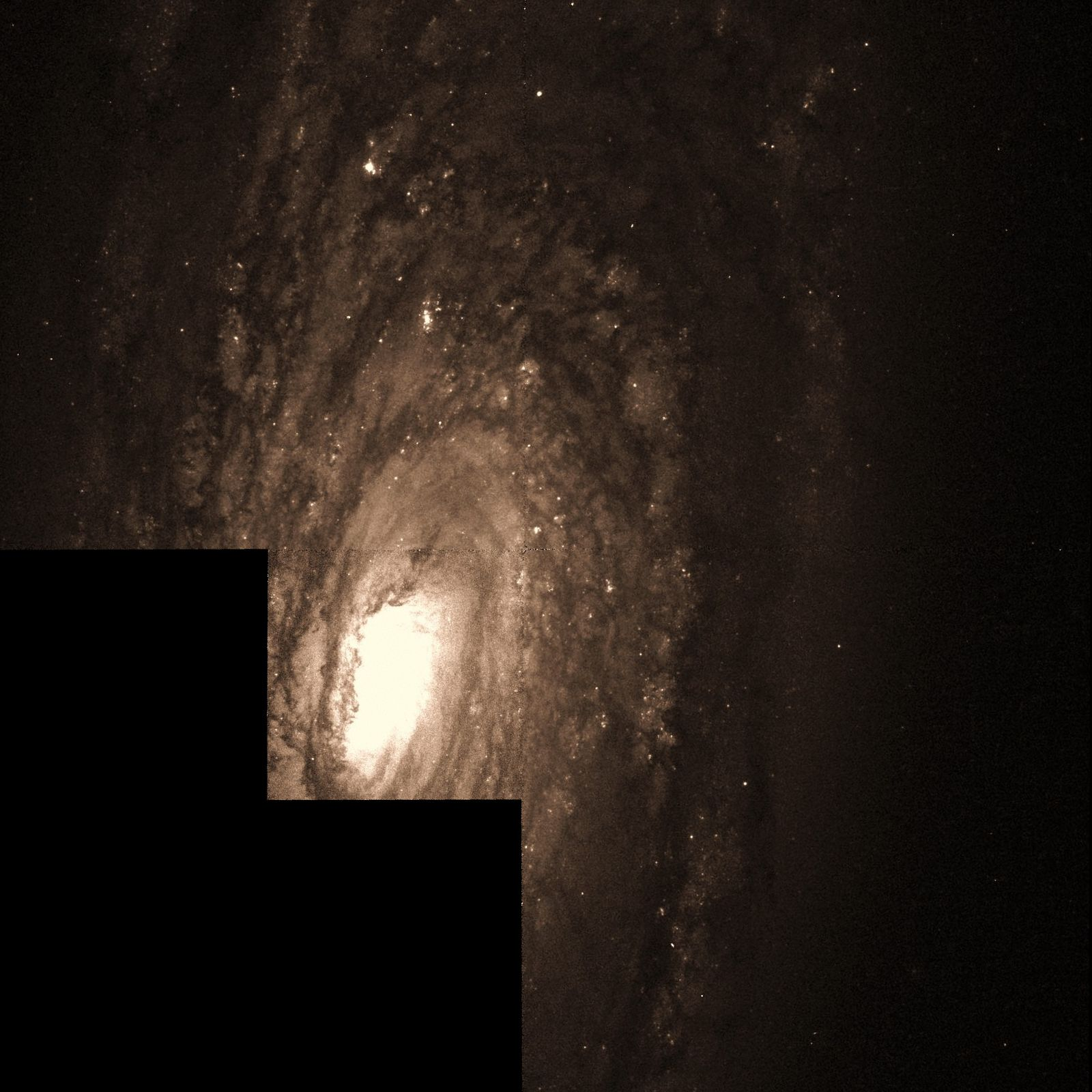
Autre image de M88 par le télescope spatial Hubble.
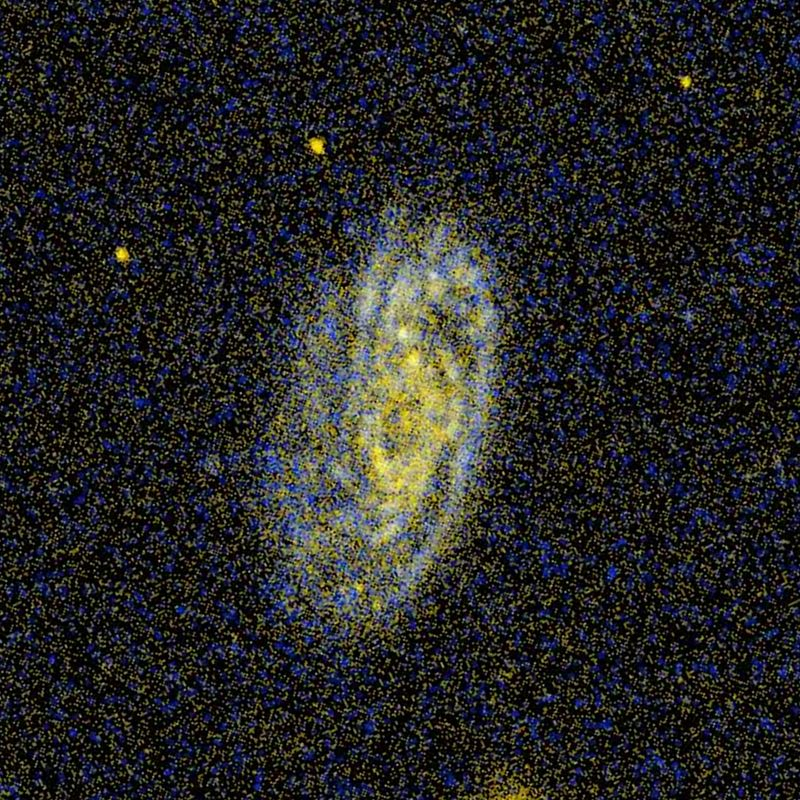
M88 en ultraviolet par le télescope spatial GALEX.
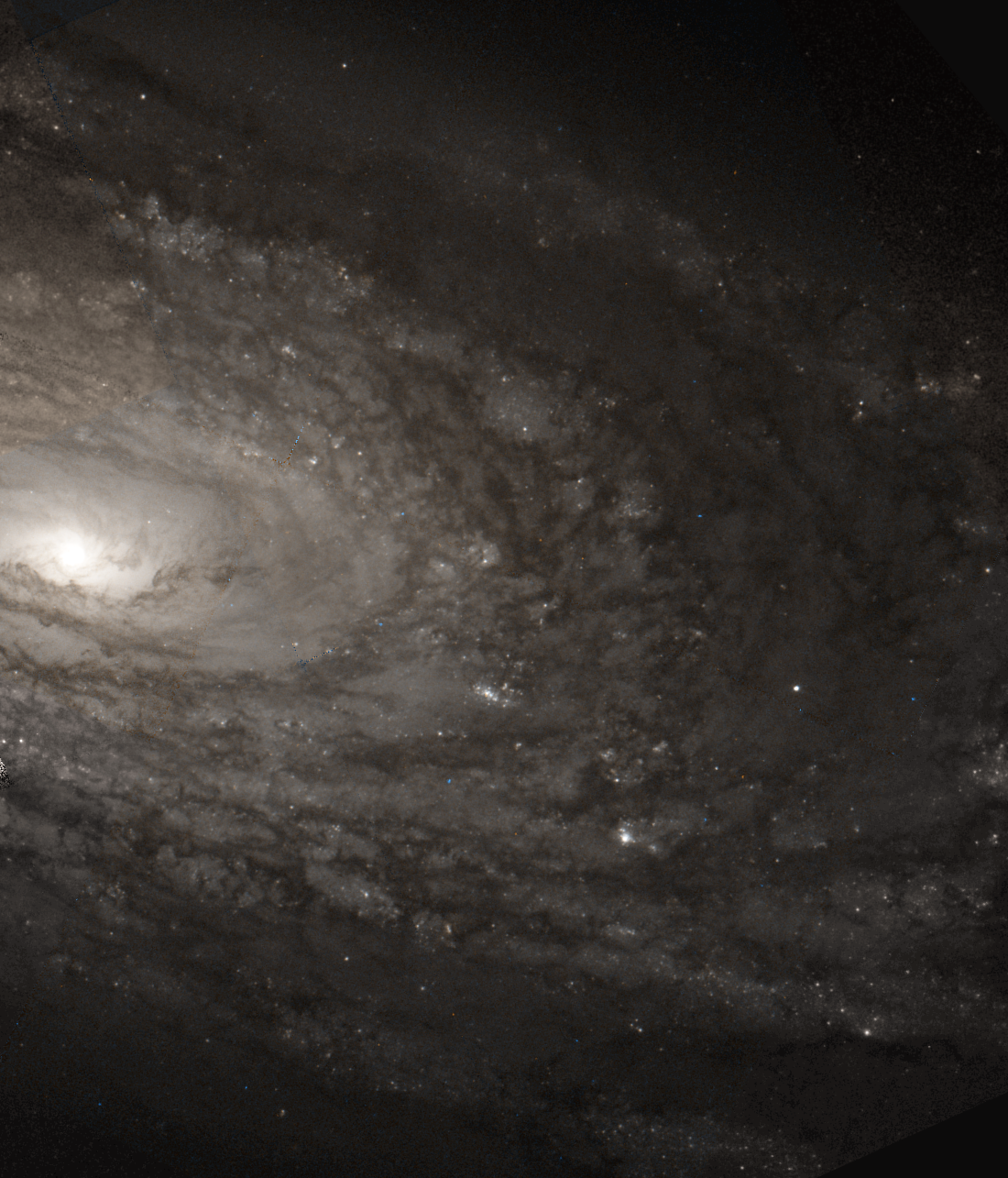
Un autre gros plan de M88 par le télescope spatial Hubble.